# 34. Internationale Sechstagefahrt

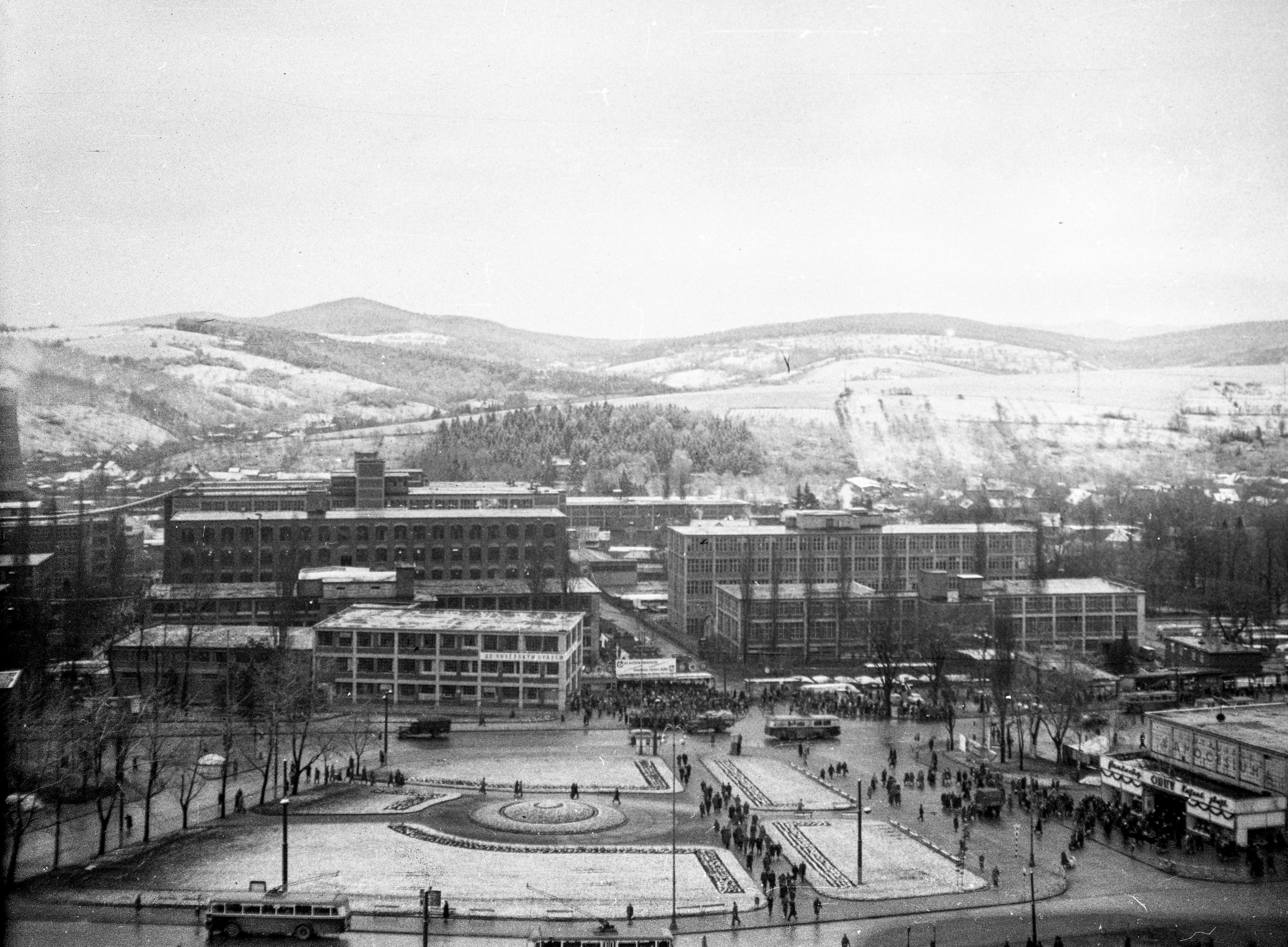
Gottwaldov, Start- und Zielort der einzelnen Etappen
(Aufnahme von 1960)

Die 34. Internationale Sechstagefahrt war ein Motorrad-Geländesportwettbewerb, der vom 14. bis 19. September 1959 im tschechoslowakischen Gottwaldov sowie der näheren Umgebung stattfand. Die Nationalmannschaften der Tschechoslowakei konnten zum insgesamt sechsten sowie zweiten Mal in Folge die World Trophy und zum insgesamt achten sowie dritten Mal in Folge die Silbervase gewinnen.

## Wettkampf

### Organisation
Die Veranstaltung fand bereits zum vierten Mal in Gottwaldov statt, nachdem bereits die 22. (1947) und 28. (1953) und 30. Internationale Sechstagefahrt (1955) hier ausgetragen wurden.
Für den Wettkampf waren 246 Fahrer von 16 Motorsportverbänden der FIM gemeldet. Um die World Trophy fuhren Mannschaften aus acht Nationen. Zudem waren 21 Silbervasen-, 24 Fabrik- und 25 Club-Mannschaften am Start.
BRD und DDR nahmen an der World Trophy sowie mit jeweils zwei Silbervasenmannschaften teil. Die Schweiz nahm mit einer Silbervasenmannschaft teil. Zudem waren sieben bundesdeutsche, zwei DDR- und eine Schweizer Clubmannschaft am Start.

### 1. Tag
Von den 246 gemeldeten Fahrern nahmen 237 den Wettkampf auf.
Nach dem ersten Fahrtag lagen in der World Trophy die Mannschaften Italiens, der BRD, der Sowjetunion und Schwedens strafpunktfrei gleichauf. Das Team der DDR lag auf dem 5. Platz.
In der Silbervasenwertung waren die Mannschaften Belgiens, Bulgariens (A und B), der Tschechoslowakei (A und B), Finnlands, der Niederlande (A und B), Italiens (A und B), der BRD (A und B), der DDR (B), Polens (A und B), Rumäniens (A und B) und der Sowjetunion (A und B) noch ohne Strafpunkte und lagen gleichauf. In der A-Mannschaft der DDR kassierte Erich Kypke 1 Strafpunkt, da er seine MZ nicht innerhalb der vorgeschriebenen Zeit in Gang bringen konnte. Das Team lag dadurch auf dem 20. Platz. In der Mannschaft der Schweiz schied Rudolf Wyss aus, was für das Team fortan täglich 100 Strafpunkte bedeutete. Vorerst belegte die Schweiz den 21. und damit letzten Platz.
Acht Fahrer schieden aus dem Wettbewerb aus.

### 2. Tag
Die World Trophy führte das einzig noch strafpunktfreie Team der Sowjetunion an. Dahinter lagen die Mannschaften der Tschechoslowakei, Italiens und Schwedens mit je 1 Strafpunkt auf Platz 2. Das Team der DDR lag weiter auf dem 5. Platz. In der Mannschaft der BRD schieden mit Klaus Kämper (Bruch der Telegabel) und Eberhard Graf (Kupplungsschaden) gleich zwei Fahrer aus, das Team lag damit auf dem 6. Platz (gleichauf mit der britischen Mannschaft).
In der Silbervasenwertung waren die Mannschaften Bulgariens (B), der Tschechoslowakei (A und B), Finnlands, der Niederlande (A), der BRD (A und B), der DDR (B) und Rumäniens (A und B) strafpunktfrei und lagen gleichauf in Führung. Die A-Mannschaft der DDR lag auf Platz 11 (gleichauf mit vier weiteren Mannschaften mit je 1 Strafpunkt). In der Schweizer Mannschaft schied mit Charly Fiedler der zweite Fahrer aus, das Team lag damit weiter abgeschlagen auf dem letzten Platz.
18 Fahrer schieden aus dem Wettbewerb aus.

### 3. Tag
In der World Trophy führte die strafpunktfreie Mannschaft der Sowjetunion. Die Tschechoslowakei und Italien teilten sich mit je 1 Strafpunkt den 2. Platz. Die Mannschaft der DDR und BRD belegten den 4. bzw. 6. Platz.
In der Silbervasenwertung waren die Mannschaften der Tschechoslowakei (A und B), Finnlands, der BRD (A und B), der DDR (B) und Rumäniens (A und B) nach wie vor strafpunktfrei und lagen gleichauf in Führung. Die A-Mannschaft der DDR lag auf Platz 9 (gleichauf mit zwei weiteren Mannschaften mit je 1 Strafpunkt). In der Schweizer Mannschaft schied mit Hans Sonderegger bereits der dritte Fahrer aus, das Team lag weiter abgeschlagen auf dem letzten Platz.
15 Fahrer schieden aus dem Wettbewerb aus.

### 4. Tag
Am Ende des vierten Fahrtags führte in der World Trophy die Mannschaft der Tschechoslowakei vor der DDR und Italien. Das Team der BRD lag auf dem 6. Platz.
In der Silbervasenwertung waren die Mannschaften der Tschechoslowakei (A und B), Finnlands, der BRD (A und B), der DDR (B) und Rumäniens (A) weiter strafpunktfrei und lagen gleichauf in Führung. In der A-Mannschaft der DDR schied Hans-Joachim Sell aus, das Team lag auf dem 14. Platz. Die Schweizer Mannschaft belegte nach wie vor den letzten Platz.
Zehn Fahrer schieden aus dem Wettbewerb aus.

### 5. Tag
Die Zwischenstände nach dem fünften Fahrtag: In der World Trophy führte weiter das Team der Tschechoslowakei. Die Mannschaften der DDR und Italiens teilten sich mit jeweils 106 Strafpunkten den 2. Platz. Die BRD lag unverändert auf dem 6. Platz.
In der Silbervasenwertung waren die Mannschaften der Tschechoslowakei (A und B), Finnlands und Rumäniens (A) weiter strafpunktfrei und lagen gleichauf in Führung. Die A-Mannschaft der BRD lag auf dem 5. Platz (gleichauf mit den B-Mannschaft Polens und Rumäniens), die B-Mannschaft belegte Platz 8. Die A- und B-Mannschaft der DDR lag auf dem 16. bzw. 9. Platz. Die Schweizer Mannschaft belegte unverändert den letzten Platz.
Sieben Fahrer schieden aus dem Wettbewerb aus.

### 6. Tag
Am letzten Tag wurde eine Etappe und das Abschlussrennen (Geschwindigkeitstest) gefahren.
Von 237 am ersten Tag gestarteten Fahrern erreichten 179 das Ziel.

## Endergebnisse

### World Trophy
| Platz | Team                            | Strafpunkte | Gut-Punkte |
| ----- | ------------------------------- | ----------- | ---------- |
| 1.    | Tschechoslowakei                | 1           | -          |
| 2.    | Italien                         | 206         | 3248,7     |
| 3.    | Deutsche Demokratische Republik | 206         | 2673,9     |
| 4.    | Sowjetunion                     | 300         | -          |
| 5.    | Schweden                        | 801         | -          |
| 6.    | BR Deutschland                  | 1000        | -          |
| 7.    | Vereinigtes Königreich          | 1301        | -          |
| 8.    | Polen                           | 1640        | -          |

### Silbervase
| Platz | Team                                           | Strafpunkte | Gut-Punkte |
| ----- | ---------------------------------------------- | ----------- | ---------- |
| 1.    | Tschechoslowakei (A-Mannschaft)                | 0           | 2389,4     |
| 2.    | Tschechoslowakei (B-Mannschaft)                | 0           | 2353,6     |
| 3.    | Rumänien (A-Mannschaft)                        | 0           | 2137,9     |
| 4.    | Finnland                                       | 0           | 1537,2     |
| 5.    | Polen (B-Mannschaft)                           | 1           | 2201,0     |
| 6.    | Rumänien (B-Mannschaft)                        | 1           | 1734,7     |
| 7.    | BR Deutschland (B-Mannschaft)                  | 4           | -          |
| 8.    | BR Deutschland (A-Mannschaft)                  | 15          | -          |
| 9.    | Italien (A-Mannschaft)                         | 24          | -          |
| 10.   | Deutsche Demokratische Republik (B-Mannschaft) | 59          | -          |
| 11.   | Sowjetunion (A-Mannschaft)                     | 108         | -          |
| 12.   | Belgien                                        | 118         | -          |
| 13.   | Bulgarien (A-Mannschaft)                       | 306         | -          |
| 14.   | Deutsche Demokratische Republik (A-Mannschaft) | 306         | -          |
| 15.   | Niederlande (A-Mannschaft)                     | 400         | -          |
| 16.   | Sowjetunion (B-Mannschaft)                     | 504         | -          |
| 17.   | Italien (B-Mannschaft)                         | 706         | -          |
| 18.   | Bulgarien (B-Mannschaft)                       | 727         | -          |
| 19.   | Niederlande (B-Mannschaft)                     | 967         | -          |
| 20.   | Polen (A-Mannschaft)                           | 1100        | -          |
| 21.   | Schweiz                                        | 1533        | -          |